# François Louis Ganshof
François Marie Arthur Louis Ganshof (ook  Frans Lodewijk Arthur Maria Ganshof; Brugge 14 maart 1895 - Sint-Pieters-Woluwe 26 juli 1980), was een Belgisch mediëvist, rechtshistoricus en hoogleraar. Hij ondertekende als François Louis Ganshof of François L. Ganshof.

## Levensloop
François Louis Ganshof was een kleinzoon van Wilhelmine Birken (1835-1918) uit Krefeld en François Ganshof (1842-1915) uit Werden (Duitsland) die zich in Brugge vestigde als afgevaardigde bestuurder van de Bank van West-Vlaanderen. Hij was de zoon van Arthur Ganshof (1867-1929), advocaat bij de balie van Brugge en commandant van de 'Jagers Verkenners' (Burgerwacht). Zijn moeder was Louise Van der Meersch (1873-1947) die in hun herenwoning, bekend als 'Hôtel Ganshof' in de Predikherenstraat (naar een vroegere bewoner, Hotel d'Hanins de Moerkerke genoemd), een literair salon hield waar namen uit de Franse en Frans-Belgische literatuur te gast waren. Zijn broers waren Walter Ganshof van der Meersch (1900-1993) en beroepsofficier Georges (1898-1973) die op de Olympische Spelen van 1936 in de finales meedeed voor jumping. In tegenstelling tot zijn broers voegde hij de familienaam van zijn moeder niet aan zijn naam toe. Hij oordeelde dat dit verwarring zou meebrengen inzake zijn auteurschap. Hij trouwde in 1920 met Nell Kirkpatrick de Closeburn, dochter van advocaat John Kirkpatrick en Henriette Rolin-Jaequemyns, dochter van Gustave Rolin-Jaequemyns. Ze kregen drie dochters en een zoon.
Ganshof bekeerde zich tijdens zijn jeugd tot het protestantisme en bleef de keuze trouw. Hij werd lid van het Consistorie van de Eglise Protestante de Bruxelles (1937-1947) en was actief in de Faculteit Protestantse Theologie in Brussel. 
Na de humaniora aan het Koninklijk Atheneum in Brugge, begon hij in 1913 aan zijn universitaire studie. Deze werden onderbroken door de Eerste Wereldoorlog, waarbij Ganshof als vrijwilliger de graad van onderluitenant bereikte. In 1919 was hij attaché bij de Belgische delegatie bij de vredesbesprekingen in Versailles.

## Historicus
In 1921 promoveerde hij, volgens de spoedprocedure voor oorlogsveteranen tot doctor in de wijsbegeerte en letteren (geschiedenis) en in 1922 tot doctor in de rechten. Hij ging een jaar verder studeren aan de Sorbonne. In 1923 werd hij docent aan de universiteit van Gent, waar hij zowel in het Frans als in het Nederlands doceerde. In 1930 werd hij de voornaamste opvolger van Henri Pirenne die, bij de vervlaamsing van de universiteit, Gent verliet. Tot aan zijn emeritaat in 1961 bleef Ganshof gewoon hoogleraar aan de Gentse universiteit. Hij werd voorzitter van de Koninklijke Commissie voor de oude wetten en ordonnanties.

## Tweede Wereldoorlog
Ganshof nam in mei 1940 deel aan de Achttiendaagse Veldtocht en keerde nadien naar de universiteit terug. Vanaf september 1944 werd hij, in opdracht van zijn broer Walter, belast met de inspectie van de gevangenenkampen voor incivieken. Op 14 september was hij in zijn twee dagen eerder bevrijde geboortestad, om na te gaan hoe de opsluiting van de verdachten gebeurde. Hij ondertekende zijn rapporten met de graad van kapitein-commandant. Hij verliet het leger met de graad van majoor.

## Eerbetoon
Ganshof was lid van de Koninklijke Vlaamse Academie van België voor Wetenschappen en Kunsten. Hij werd tevens lid van academies gevestigd in Parijs (Institut de France), Amsterdam (Koninklijke Academie der Wetenschappen), Berlijn, Modena, Londen (British Academy), Boston, Wenen (Akademie der Wissenschaften), Spoleto en München. Hij werd lid van het Zentraldirectorium van de Monumenta Germaniae Historica (1954).
Hij werd doctor honoris causa van de universiteiten van Algiers, Bordeaux, Dijon, Grenoble, Montpellier, Parijs, Poitiers, Rennes, Rijsel, Straatsburg, Cambridge, Glasgow en Londen.
In 1946 ontving Ganshof de Francquiprijs. In 1975 bekleedde hij de Francqui-Leerstoel aan de Université catholique de Louvain. Ook ontving hij voor de periode 1951-1955 de Vijfjaarlijkse Prijs voor Historische Wetenschappen. Voorts werd hij in 1959 opgenomen in de Duitse Orde Pour le Mérite.

## Publicaties
Ganshof publiceerde 150 boeken en omstandige studies, artikels en cursussen zoals:
- Etude sur l'administration de la justice dans la région bourguinonne de la fin du 10e au début du 13e siècle, Parijs, 1921
- La juridiction du seigneur sur son vassal à l'époque carolingienne, Brussel, 1922
- L'attelage antique, S.l., 1926
- Étude sur les ministeriales en Flandre et en Lotharingie, Brussel, 1926
- La colonisation franque et le règne agraire en basse Belgique, Parijs, 1928
- Etude sur le faussement de jugement dans le droit flamand des 12e et 13e siècles, Merksplas, 1935
- Marco Polo's reizen, Antwerpen, 1936
- Brugge als wereldhaven, Antwerpen, 1939
- Les transformations de l'organisation judiciaire dans le comté de Flandre jusqu'à l'avénement de la maison de Bourgogne, Brussel, 1939
- Over stadsontwikkeling tussen Loire en Rijn gedurende de Middeleeuwen (1941 en in 1943 in het Frans) werd door historici beschouwd als een 'onvervangbaar standaardwerk' over de stedelijke ontwikkeling
- La Flandre sous les premiers comtes (1943) en Vlaanderen onder de eerste graven (1944)
- Qu'est-ce que la féodalité?, Brussel, 1944. Qu'est-ce que la féodalité wordt beschouwd als het voornaamste werk van Ganshof, product van meer dan twintig jaar studie. De synthese die hij hierin gaf over de feodaliteit werd tot de jaren zeventig van de vorige eeuw algemeen bijzonder hoog aangeschreven. Het in het Frans verschenen werk werd vertaald in het Engels, Duits, Portugees, Spaans en Japans. Het boek werd herwerkt opnieuw uitgegeven in 1982. In 1994 verwierp Susan Reynolds Ganshofs synthese met haar diepgravende studie Fiefs and vassals: the Medieval Evidence Reinterpreted.
- Geschiedenis van de middeleeuwsche instellingen: instellingen van West-Europa, Gent, 1946-47
- Medieval agrarian society in its prime: France, The Low Countries and Western Germany, Wetteren, 1947
- La fin du règne de Charlemagne, Zürich, 1948
- The imperial coronation of Charlemagne, Glasgow, 1949
- Het statuut van de vreemdeling in het Frankische Rijk, Brussel, 1956
- De internationale betrekkingen van het Frankisch Rijk onder de Merowingen, Brussel, 1960
- De internationale betrekkingen van het Frankisch Rijk onder de Karolingen, Brussel, 1963
- Het Judicium crucis in het Frankisch recht, Brussel, 1963
- Le droit urbain en Flandre au début de la première phase de son histoire, 1127, Brussel, 1965
- Charlemagne: sa personnalité, son héritage, 1965
- Een kijk op de verhoudingen tussen normatieve beschikkingen en levend recht in het Karolingische Rijk, Brussel, 1965
- The impact of Charlemagne on the institutions of the Frankish realm, 1965
- Een kijk op het regeringsbeleid van Lodewijk de Vrome tijdens de jaren 814 tot 830, Brussel, 1967
- Contribution à l'étude de l'application du droit romain et des capitulaires dans la monarchie franque sous les Carolingiens, 1969
- The Carolingians and the Frankish monarchy: studies in Carolingian history, Londen, 1971
- Aantekeningen over het grondbezit van de Sint-Bertijnsabdij en in het bijzonder over haar domein te Poperinge tijdens de 9de eeuw, Brussel, 1972
- Bekentenis en foltering in het Frankisch recht, Amsterdam, 1969

## Appreciatie
De historici van zijn tijd beschouwden Ganshof als dé kenner van de juridische structuur van het Middeleeuwse leenstelsel. Hij schreef er boeken en artikels over die volgens zijn collega's als 'definitief' mochten worden beschouwd. Hij was vooral specialist van de Karolingische periode en publiceerde over allerhande aspecten van de regering van Karel de Grote. Zijn eruditie werd 'ongeëvenaard' genoemd, evenals de strengheid waarmee hij zijn studies produceerde, waarbij hij geen ruimte aan hypotheses of veronderstellingen overliet.
In 1994 verwierp Susan Reynolds Ganshofs synthese uit zijn belangrijkste werk Qu'est-ce que la féodalité? met haar studie 'Fiefs and vassals: the Medieval Evidence Reinterpreted'. Zij betoogde dat Ganshofs interpretatie van het begrip 'feodaliteit' te beperkt was en in wezen nauwelijks een relatie had met de sociale praktijk. Vanwege het te simplistische beeld van het concept 'feodaliteit' van Ganshof en zijn volgelingen mijden eenentwintigste historici het begrip.